# Mom and Dad
Mom and Dad è un film del 2017 scritto e diretto da Brian Taylor, con protagonisti Nicolas Cage e Selma Blair.

## Trama
Una madre lascia la macchina volontariamente sui binari della ferrovia mentre sta arrivando il treno, al solo scopo di far morire il figlio che sta dormendo sul sedile posteriore.
I Ryan sono una famiglia di quattro persone con una situazione tesa. Brent, il padre, non approva il nuovo fidanzato della figlia Carly; Carly è arrabbiata con lui, così come con sua madre, Kendall. Carly litiga anche con il fratello molto più giovane, Josh, che la infastidisce. Carly è costretta a cancellare i piani con il suo fidanzato, Damon, per la cena con i nonni in visita.
Mentre Carly è a scuola, una interferenza inizia ad apparire negli schermi TV e radio. L'effetto inizia a vedersi quando la governante dei Ryan uccide la propria figlia con un batticarne di fronte a un Josh terrorizzato. Una folla di genitori impossessati dal desiderio di uccidere i propri figli si precipita alla scuola di Carly nel tentativo di ucciderli con ogni mezzo possibile. Carly fugge da scuola con la sua amica Riley e si nasconde a casa di quest'ultima, dove la mamma di Riley attacca e strangola Riley a morte. Carly corre a casa terrorizzata, incontrando Damon, che nel frattempo ha ucciso suo padre per autodifesa. Damon dice a Carly che i genitori vogliono solo uccidere i propri figli, e l'accompagna a casa per portare Josh al sicuro.
Dopo una lezione di ginnastica, Kendall va in ospedale per essere presente alla nascita della figlia di sua sorella Jenna, ma l'intereferenza trasmette un segnale subito dopo la nascita e induce Jenna a tentare di uccidere il suo bambino. Kendall fugge dall'ospedale, vedendo i resoconti dell'isteria di massa in televisione. Nel tentativo di proteggere i propri figli, Kendall si dirige a casa. Anche Brent torna a casa, annoiato dal lavoro.
Dopo aver visto Carly insieme a Damon a casa, l'isteria surclassa completamente Brent che picchia selvaggiamente Damon facendogli perdere i sensi e attacca i figli. Kendall raggiunge il marito a casa; Carly e Josh fuggono e si chiudono nel seminterrato. Kendall e Brent si uniscono nel desiderio di uccidere i loro figli, e dirigono un tubo dalla pompa del gas del loro forno al seminterrato nel tentativo di avvelenarli. Quando Carly vede il gas, carica una trappola con i fiammiferi nella porta del seminterrato e si nasconde con Josh nel sistema di ventilazione della casa. Brent sega il lucchetto della porta ed entra, accendendo così i fiammiferi innescando un'esplosione che stordisce Kendall e Brent svegliando Damon.
Damon aiuta Carly e Josh a sfuggire ai loro genitori, ma Kendall si sveglia, lo colpisce sulla guancia con una gruccia metallica, e lo spinge oltre una ringhiera della scala, facendolo cadere di nuovo. I genitori si avvicinano ai bambini, ma vengono interrotti dal campanello. I genitori di Brent sono arrivati per cena. Quando apre la porta, sua madre gli spruzza qualcosa negli occhi e suo padre lo trafigge, rivelando che l'isteria colpisce anche i nonni. Tutti si inseguono attraverso la casa. Josh sfugge a Brent, che tenta di nascondersi da suo padre nella sua auto nel garage. Kendall insegue Carly fuori e la colpisce in testa, ma la madre di Brent la attacca.
Dopo una lotta con il figlio Josh avvenuta nel garage, Brent mette in moto l'auto, la fa uscire dal garage e la fa a pezzi, uccidendo entrambi i suoi genitori e buttandosi giù di nuovo. Kendall si prepara a finire Carly, ma Damon la mette fuori combattimento con un colpo alla testa.
Kendall e Brent si svegliano e si ritrovano trattenuti nello scantinato con Carly, Josh e Damon che li guardano. Continuano a manifestare sintomi dell'isteria e i ragazzi si rifiutano di lasciarli andare.

## Produzione
Le riprese del film sono iniziate nel luglio 2016.
Il budget del film è stato di 7 milioni di dollari.

## Promozione
Il primo trailer del film viene diffuso il 27 dicembre 2017.

## Distribuzione
La pellicola è stata presentata al Toronto International Film Festival nel settembre 2017 nella sezione Midnight Madness.
Il film è stato distribuito nelle sale cinematografiche statunitensi a partire dal 19 gennaio 2018.

## Riconoscimenti
- 2017 - Molins de Rei Horror Film Festival
  - Miglior regista a Brian Taylor
  - Candidatura per il miglior film